# Какета (департамент)
Какета (ісп. Caquetá) — департамент у Колумбії. Адміністративний центр — місто Флоренсія.
Департамент було утворено 1982 року президентом Хуліо Сесаром Турбай Аялой.

## Адміністративний поділ

Муніципалітети департаменту Какета.

| №  | Муніципалітет                                    | Площа, км² | населення, осіб (2005) |
| -- | ------------------------------------------------ | ---------- | ---------------------- |
| 1  | Албанія (Albania)                                | 387,79     | 6036                   |
| 2  | Белен-де-лос-Андакіес (Belén de los Andaquíes)   | 1111       | 10 809                 |
| 3  | Картахена-дель-Чаїра (Cartagena del Chairá)      | 12906,12   | 20219                  |
| 4  | Курильйо (Curillo)                               | 459        | 7334                   |
| 5  | Ель-Донсельо (El Doncello)                       | 1250,25    | 18732                  |
| 6  | Ель-Паухіль (El Paujil)                          | 1338,12    | 14852                  |
| 7  | Флоренсія (Florencia)                            | 2292       | 137 896                |
| 8  | Ла-Монтаньіта (La Montañita)                     | 1483,92    | 15725                  |
| 9  | Пуерто-Мілан (Puerto Milán)                      | 1243,40    | 7421                   |
| 10 | Морелія (Morelia)                                | 464,7      | 3580                   |
| 11 | Пуерто-Рико (Puerto Rico)                        | 3873,03    | 7645                   |
| 12 | Сан-Хосе-дель-Фрагуа (San José del Fragua)       | 1228,67    | 9363                   |
| 13 | Сан-Вісенте-дель-Кагуан (San Vicente del Caguán) | 28300      | 42374                  |
| 14 | Солано (Solano)                                  | 43112      | 10625                  |
| 15 | Соліта (Solita)                                  | 1827       | 7397                   |
| 16 | Вальпараїсо (Valparaíso)                         | 1213,9     | 7645                   |

## Інтернет-ресурси
- (ісп.) Government of Caquetá official website
- (ісп.) Secretary of Health of Caquetá
- (ісп.) Portal de información recreativa y cultural de Florencia y el Departamento del Caquetá.
- Territorial-Environmental Information System of Colombian Amazon SIAT-AC website [Архівовано 2020-06-17 у Wayback Machine.]
- (ісп.) Portal Positivo del Caquetá
- (ісп.) Clasificados del Caquetá

| Прапор Колумбії | Це незавершена стаття про Колумбію. Ви можете допомогти проєкту, виправивши або дописавши її. |